# Liste des évêques de Haarlem-Amsterdam

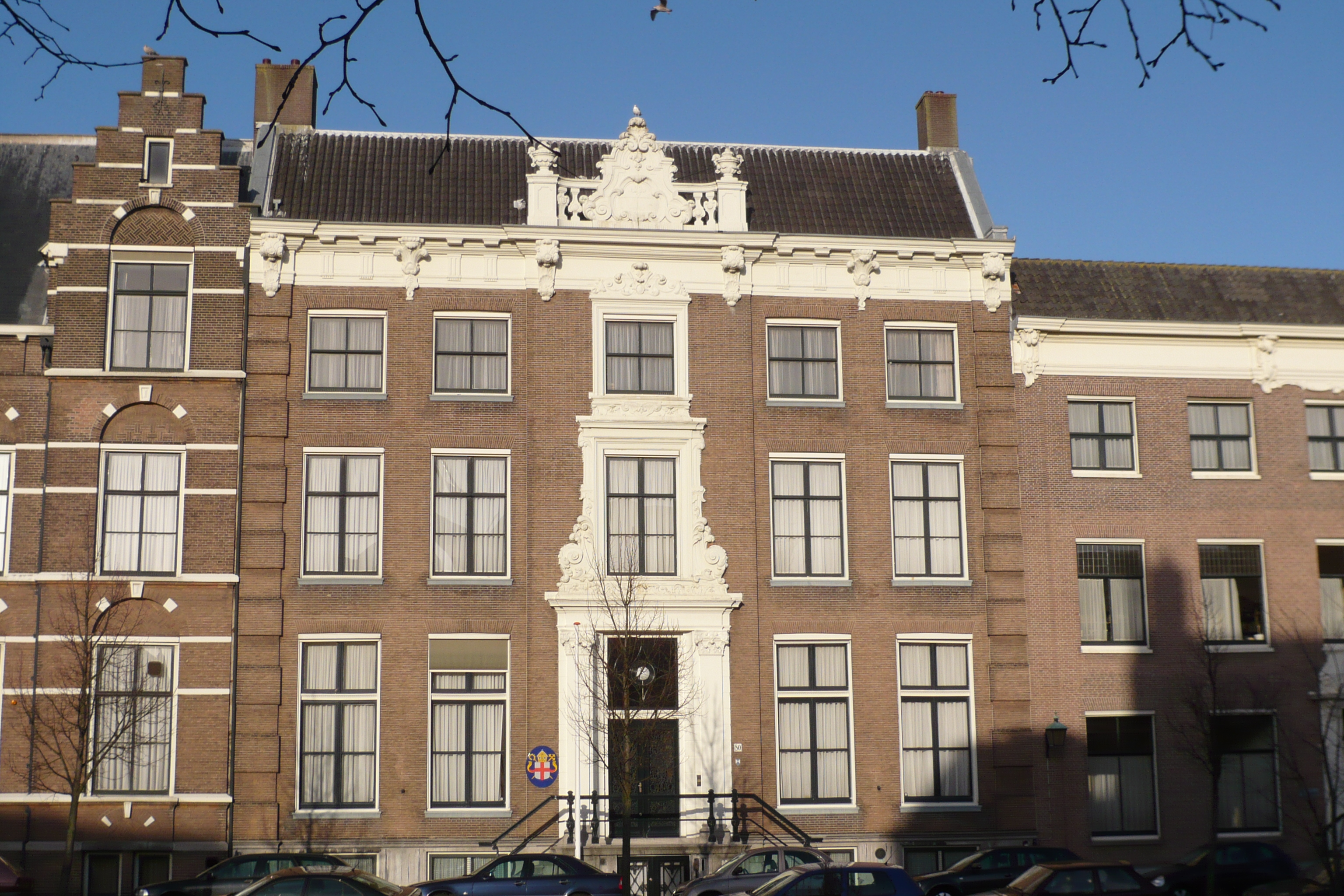
Palais épiscopal, résidence des évêques de Haarlem depuis le XIXe siècle.

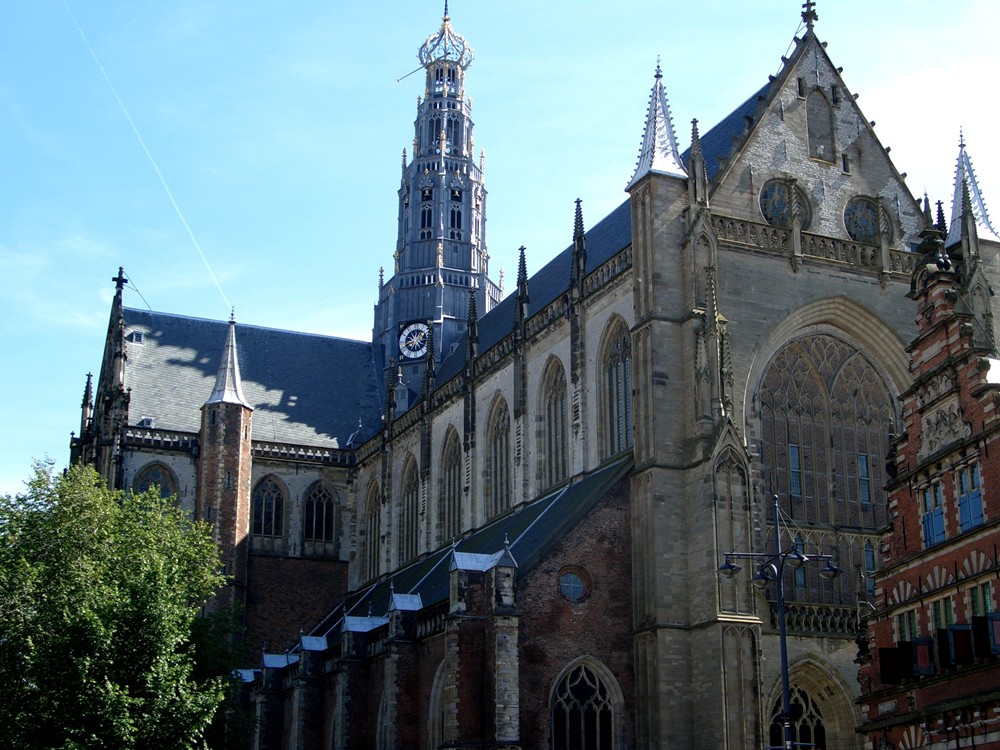
Église Saint-Bavon, siège du diocèse jusqu'à la fin du XVIe siècle.

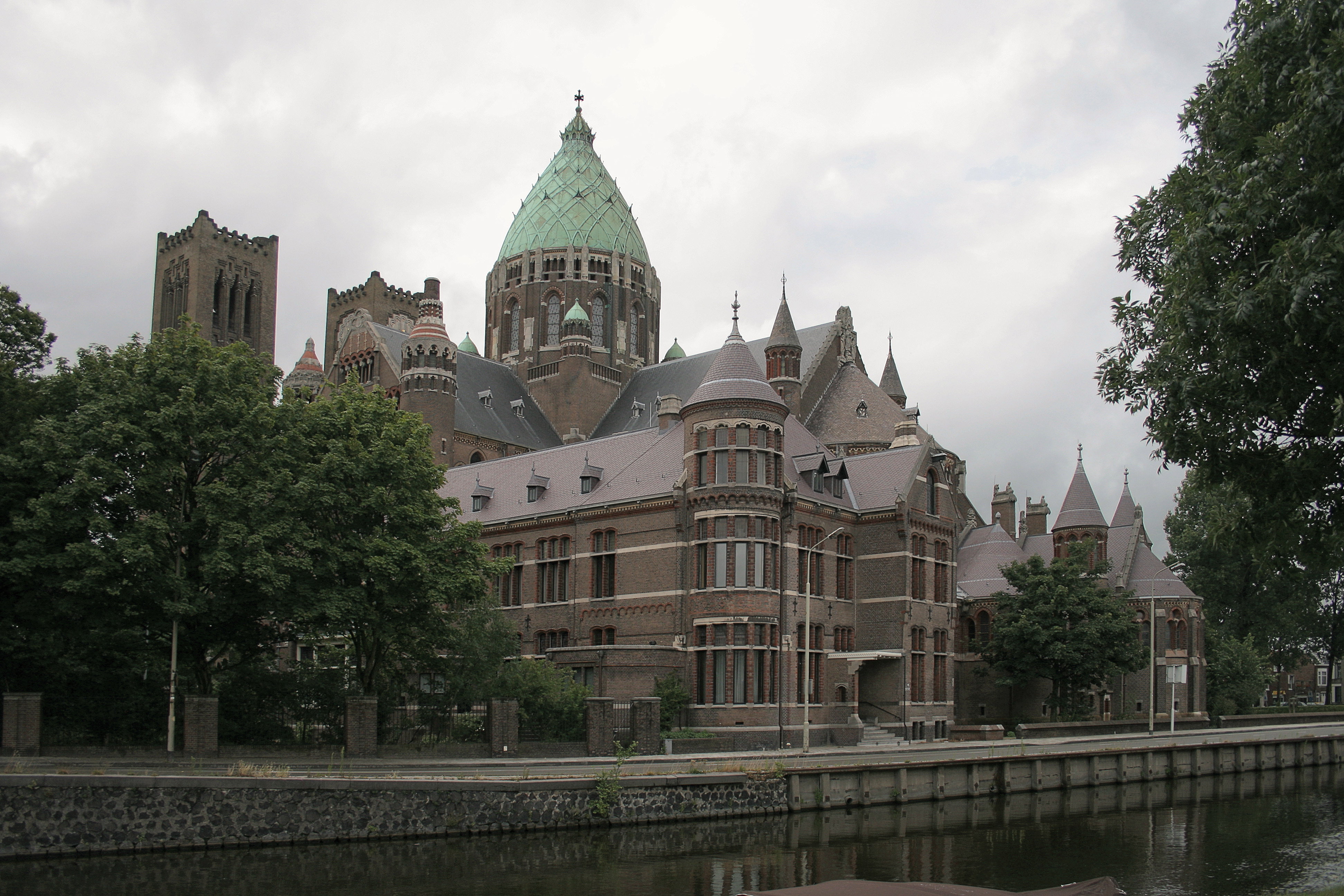
Cathédrale Saint-Bavon, siège du diocèse à la fin du XIXe siècle.

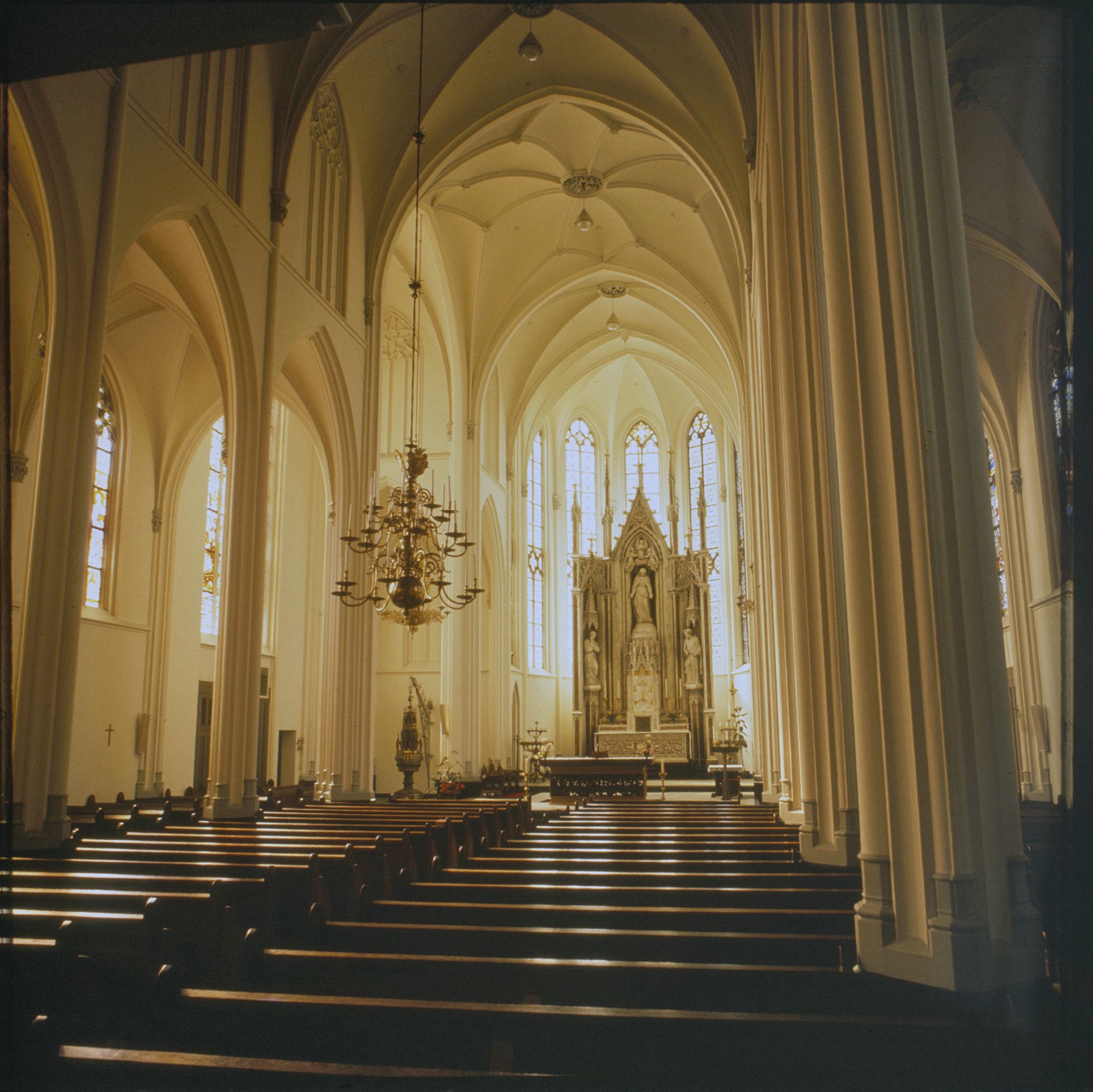
L'Église Notre-Dame-de-l'Immaculée-Conception (Overveen) abritant le mausolée épiscopal.

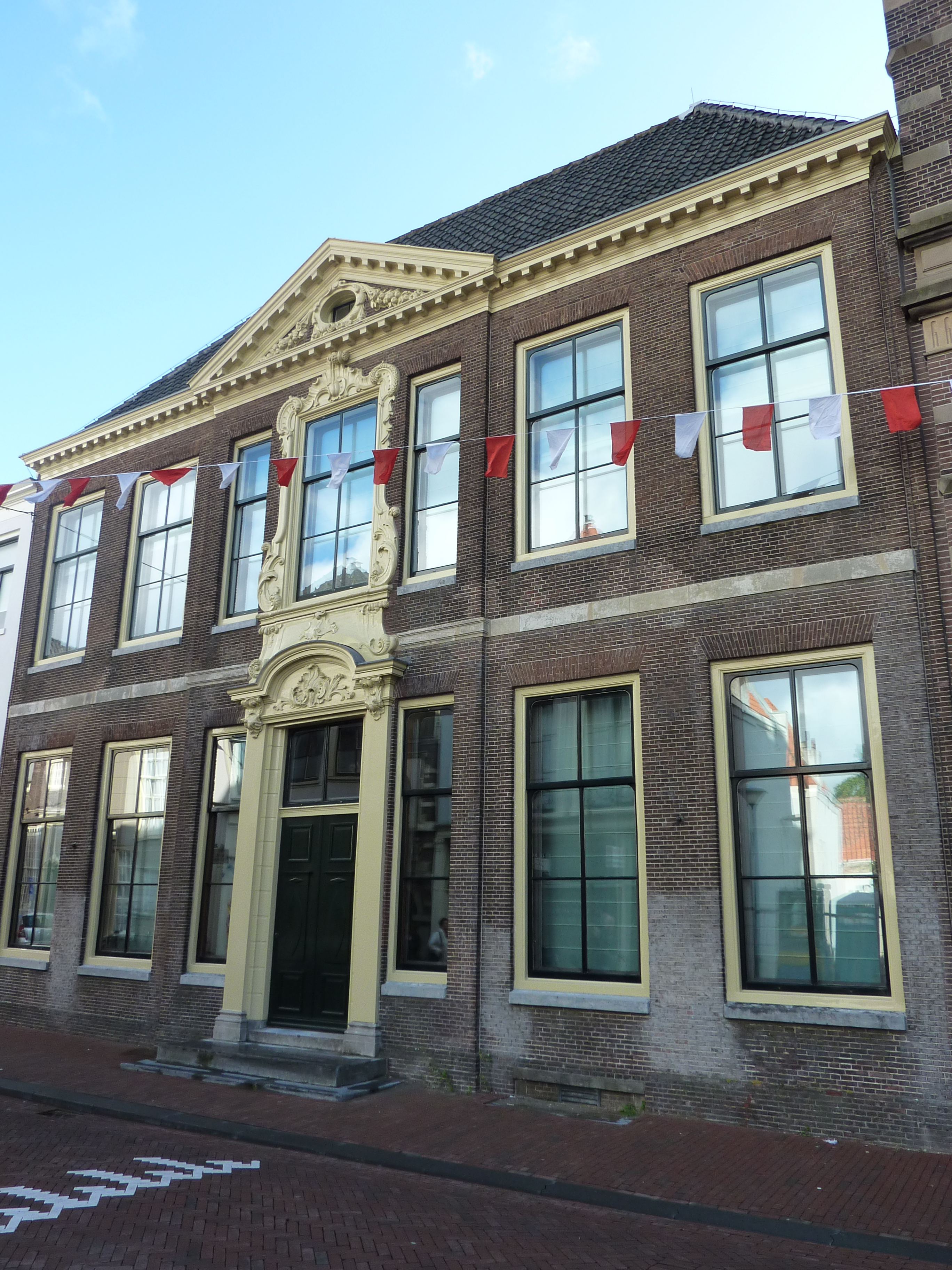
Musée de l’évêché.

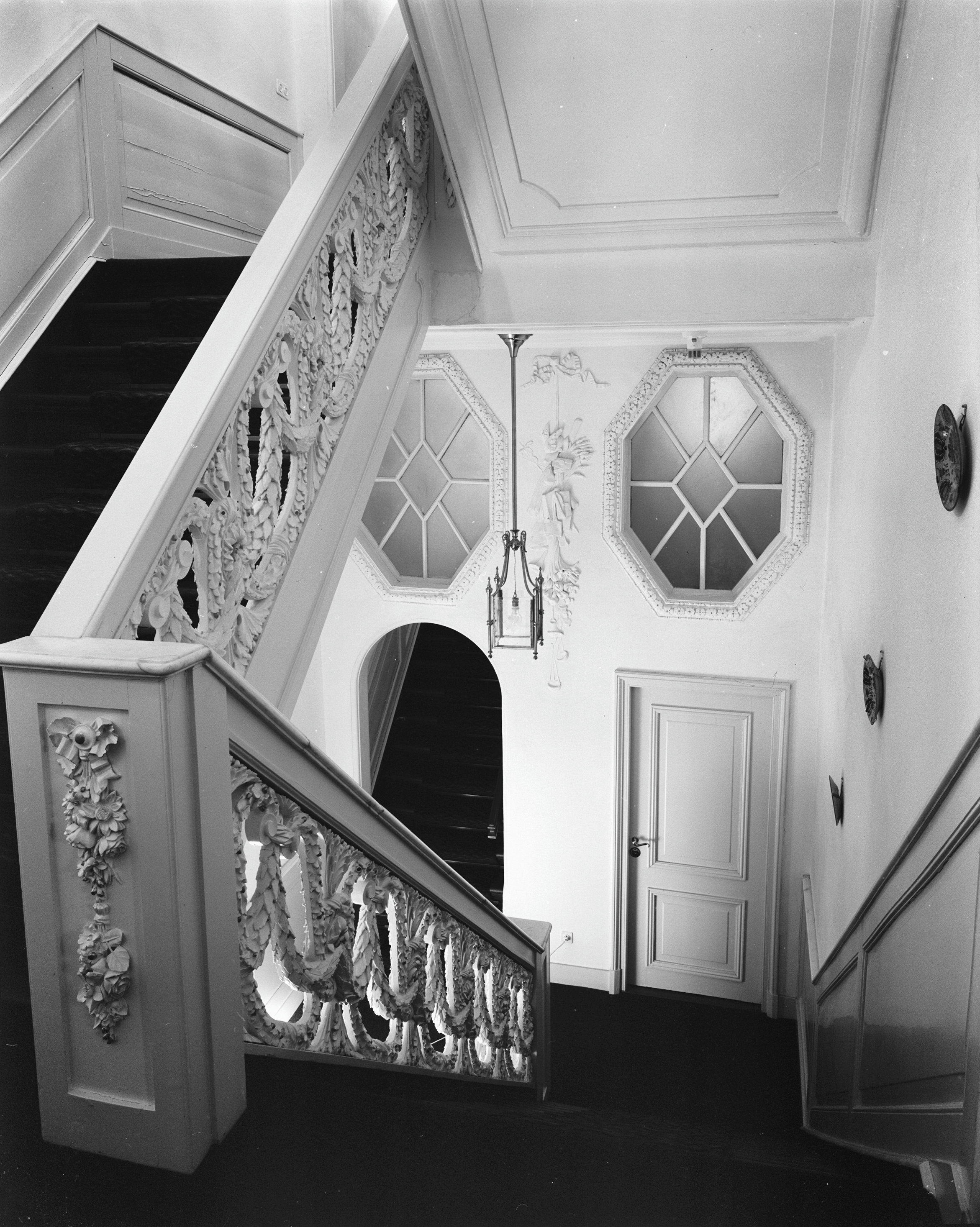
Détails du palais épiscopal.

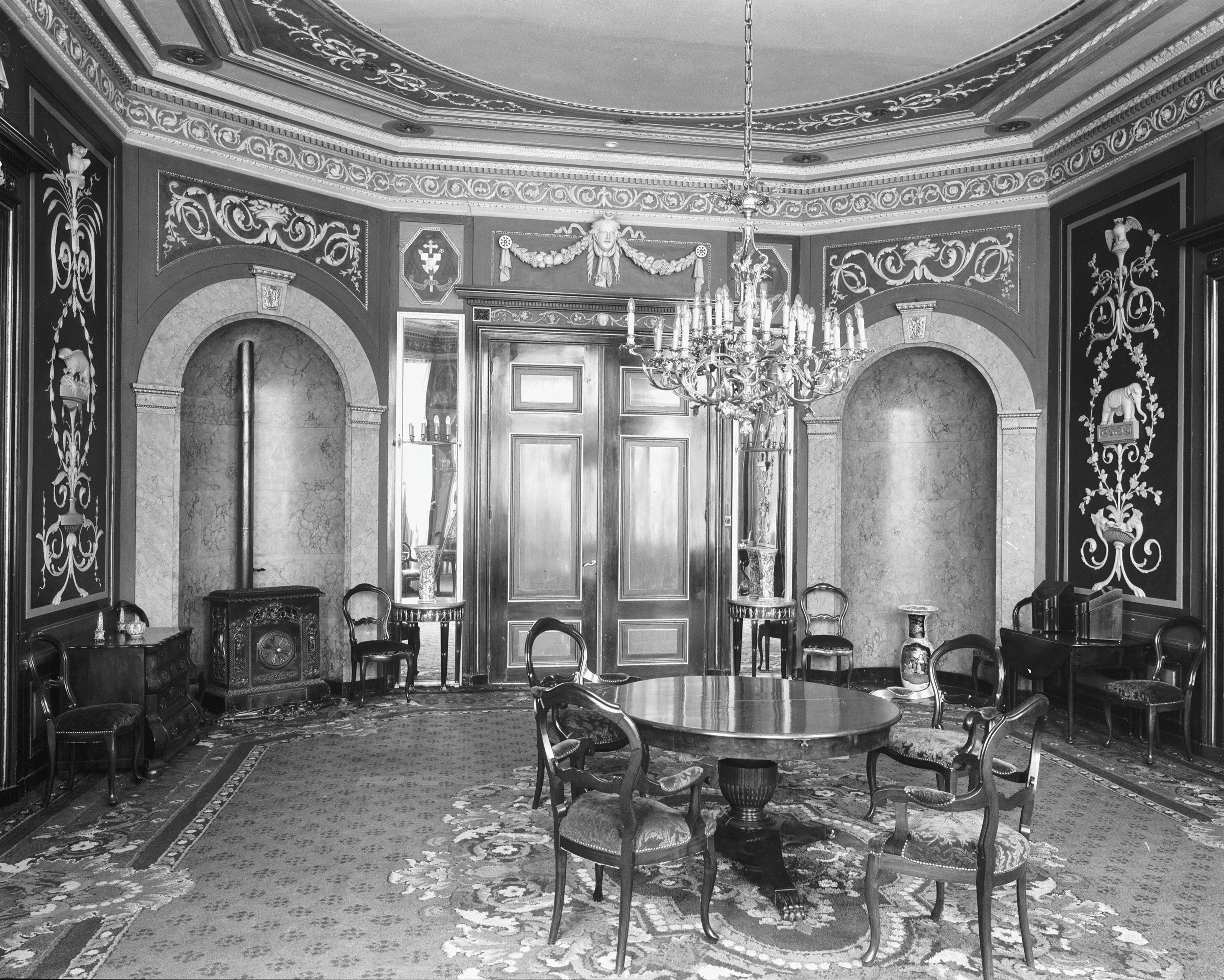
Détails du palais épiscopal.

Pour un article plus général, voir Diocèse de Haarlem-Amsterdam.
| Évêques de Haarlem-Amsterdam                                                   |                                          |           |                                                    |                                                          |
| Avant la Réforme                                                               |                                          |           |                                                    |                                                          |
| Note : Jusqu'au 1er janvier 2009, le diocèse était dénommé diocèse de Haarlem. |                                          |           |                                                    |                                                          |
| Portrait                                                                       | Nom                                      | Épiscopat | Devise épiscopale                                  | Sépulture                                                |
| Nicolas van Nieulandt                                                          | Nicolaas van Nieuwland                   | 1559-1569 | Nemo Expers Hostis                                 | Église abbatiale Saint-Servais d'Utrecht                 |
| Godfried van Mierlo                                                            | Godfried van Mierlo                      | 1569-1578 | Simpliciter et Recte                               | Église Lebuïnus de Deventer                              |
| Après le rétablissement de la hiérarchie catholique                            |                                          |           |                                                    |                                                          |
| Portrait                                                                       | Nom                                      | Épiscopat | Devise épiscopale                                  | Sépulture                                                |
|                                                                                | Franciscus Jacobus van Vree              | 1853-1861 | Depositum custodi                                  | Église Notre-Dame de l'Immaculée Conception de Overveen. |
| Wilmer                                                                         | Gerardus Petrus Wilmer                   | 1861-1877 | Dominus Providebit                                 | Église Notre-Dame de l'Immaculée Conception de Overveen. |
| Snickers                                                                       | Petrus Matthias Snickers                 | 1877-1883 | Laboris, Non Honoris                               |                                                          |
| Bottemanne                                                                     | Caspar Josephus Martinus Bottemanne      | 1883-1903 | Omnia In Charitate                                 | Église Notre-Dame de l'Immaculée Conception de Overveen. |
|                                                                                | Augustinus Josephus Callier              | 1903-1928 | In fide, Nihil Haesitans                           |                                                          |
|                                                                                | Johannes Dominicus Josephus Aengenent    | 1928-1935 | Justitia et Pax                                    |                                                          |
| Huibers                                                                        | Johannes Petrus Huibers                  | 1935-1960 | Sub tuum praesidium                                |                                                          |
| Dodewaard                                                                      | Johannes Antonius Eduardus van Dodewaard | 1960-1966 | Christe, teneamus te                               |                                                          |
| Zwartkruis                                                                     | Theodorus Henricus Johannes Zwartkruis   | 1966-1983 | Waarheid-eenheid-liefde (Veritas, Unitas, Caritas) |                                                          |
| Bomers                                                                         | Henricus Joseph Aloysius Bomers          | 1983-1998 | Verbum Dei non est alligatum                       | Église Notre-Dame de l'Immaculée Conception de Overveen. |
| Punt                                                                           | Jozefus Marianus Punt                    | 1998-2020 | Sub Tuum Praesidium                                |                                                          |
| Hendriks                                                                       | Johannes Hendriks                        | 2020-     | Quodcumque Dixerit Vobis Facite                    |                                                          |